# Yolina chopardi
Yolina chopardi är en skalbaggsart som först beskrevs av Guignot 1950.  Yolina chopardi ingår i släktet Yolina och familjen dykare. Inga underarter finns listade i Catalogue of Life.